# Jacinto João
Jacinto João, también conocido como J. J. (Luanda, 25 de enero de 1944 – Setúbal, 29 de octubre de 2004) está considerado como uno de los mejores futbolistas portugueses de la historia, jugando como delantero izquierdo.
Portugal tenía entonces grandes jugadores de ataque, y Jacinto João jugó solo 10 partidos con el equipo nacional portugués, con dos goles anotados. Debutó en la selección nacional el 27 de octubre de 1968, con un triunfo por 3-0 sobre Rumania, jugando por la Copa del Mundo. Salió al campo como sustituto de António Simões, y consiguió anotar un tanto. 
Faltó en el equipo que jugó la Copa Independencia del Brasil en 1972. Jugó por última vez para el equipo nacional portugués el 3 de abril de 1974, en Lisboa durante un partido amistoso contra Inglaterra que acabó con el resultado 0-0.
Con el Vitória de Setúbal jugó 14 temporadas, anotando 66 tantos en 268 juegos. El mejor resultado de su carrera fue el segundo lugar en el campeonato nacional, en la temporada 1971/72. Fue uno de los pocos grandes jugadores portugueses de fútbol de su generación que nunca jugó para el Benfica, Sporting de Lisboa o Porto. 
Después de retirarse, siguió trabajando en su club como técnico hasta que un ataque cardiaco acabó con su vida.
Vitória de Setúbal erigió una estatua en su homenaje. El presidente Rui Chumbita Nunes anunció un homenaje a J.J. coincidiendo con el 94.º aniversario del club, y el municipio de Setúbal bautizó una calle con su nombre y le concedió la medalla de honor de la ciudad a título póstumo.
Como curiosidad, su cumpleaños era el mismo día que el de otra leyenda del fútbol contemporánea suya: Eusébio. 